# Гомер (Біблія)

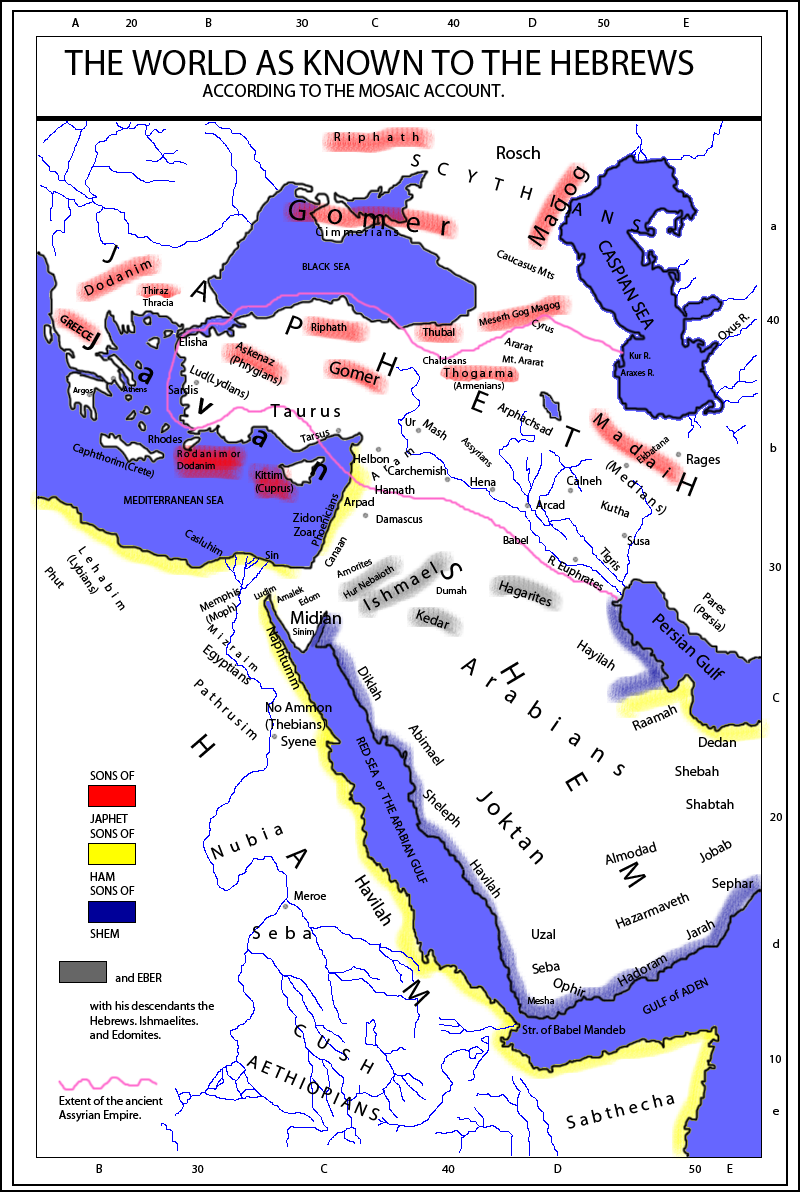
Стародавні біблійні народи

Го́мер (івр. גֹּמֶר, МФА: [ˈɡomeʁ]), Ґомер (не вживається в основних українських перекладах Біблії) — старший син Яфета, онук Ноя.
Мав трьох синів: Аскеназ, Ріфат, Тоґарма. (Бут. 10:3; 1 Пар 1:5,6).
Народ, що виник від Гомера ототожнюють з кімерійцями українського степу й лісостепу, що займав країну між Волгою й Дунаєм приблизно у 900—680 роках до Р. Х.. Кімерійці прийшли у чорноморсько-каспійські степи зі степів Центральної Азії. Їх у свою чергу ототожнюють з племенами зрубною культури (частина дослідників вказують на катакомбну культуру). З 750 року кімерійці були відтиснені скіфами у Західну Грузію й у Подунав'я. Асирійські клинописи свідчать про них під назвою гімірра з 714 року до Р. Х.. У пророка Ісайї (33:18-19, 36:1) й Єремії згадується страшний народ з півночі з незрозумілою мовою. Після того як гімірра були розбиті асисійським царем Асархаддоном, вони пішли у Малу Азію, де знищили державу лідійського царя Гігеса. Гіммірра осівся у Каппадокії.
Таким чином, Ґомер асоціюється з кімерійцями, індоєвропейським народом Північного Причорномор'я, а його сини: Ашкеназ (регійці, германці), Рифат (пафлагонці, савромати), Тоґарма (таври, савіри, булгари, вірмени, грузини, народи Дагестану, оногури та інші). 
Частина дослідників вважають курдів (частково) нащадками кімерійців.